# 国際飯店

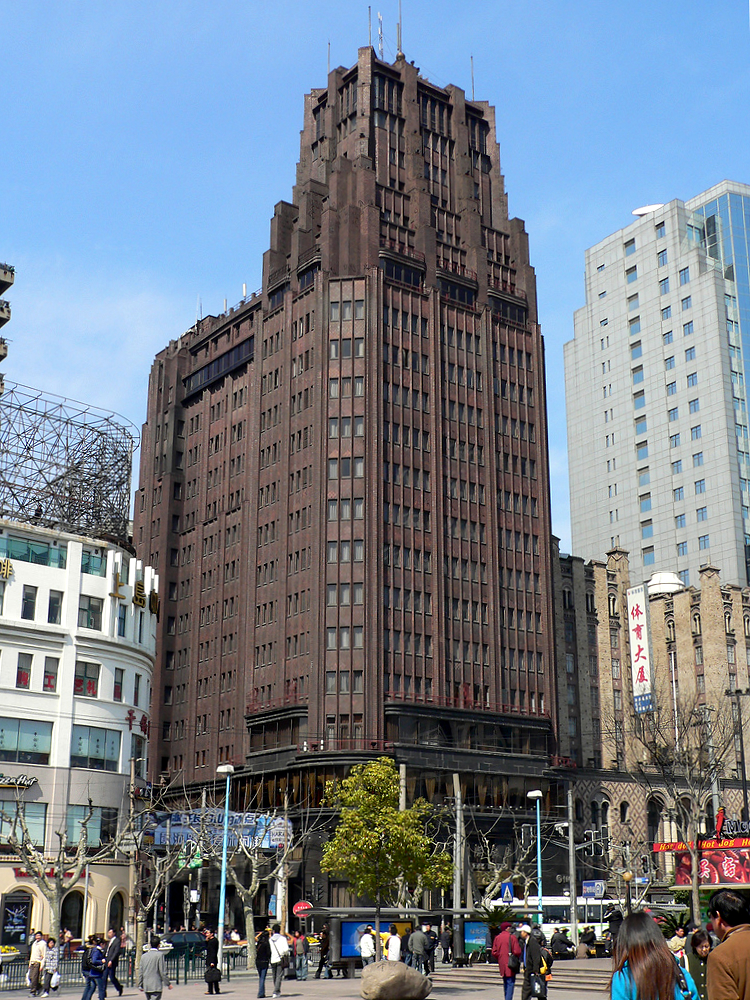
国際飯店

国際飯店（こくさいはんてん、パークホテル）（簡体字：国际饭店、繁体字：國際飯店、ピンイン：guójì fàndìan）は中国上海市の人民公園を見晴らせる南京路の有名なホテルである。

## 歴史
1934年に建築され、スロヴァキア出身の建築家ラズロ・ヒューデックが設計したアール・デコの建築の主要な例である。和平飯店の競争相手として四行儲蓄会が建築した。
アメリカラジエータービルに強く触発され、上海ではラズロ・ヒューデックの最も良く知られたビルである。22階、83.8m（275フィート）で1952年まではアジアで最も高いビルであった。中国では1966年まで、上海では1983年まで最も高いビルのままであった。
当時上海で最も有名だった場所である上海レースコース（競馬場）が見晴らせる建物であった。取り囲む上海レースコースと上海レクリエーショングラウンドは、中華人民共和国政府により人民公園に転用された。元々国際飯店は四行儲蓄会銀行が2階までを利用し、ホテルはそれより上を利用した。
ヘンリー・キッシンジャーなどの多くの有名人が、このホテルの常連客であった。
1997年、建物はアメリカの建築家ジョージ・グリゴリアンにより改装された。

## 外装
最初の3階は、山東省の上品な黒花崗岩で仕上げられている。上階はダークブラウンの煉瓦やセラミックタイルで覆われている。
外装は二つ主要な変更が行われている。あるコーナーに銀行の入り口があり、ひさしが最上階に独特のシルエットを与えている。

## 内装
1935年、13階の外部庭園は、14階のバンケットに転用され、窓に囲まれ、格納式屋根で覆われた。不幸にもこの屋根は現在天井に組み込まれたバックライトのガラスパネルになっている。
大半の内装は、ブルジョア様式を嫌う故に1950年代に共産党政府により故意に変えられた。皮肉にも1980年代に元の様式に幾つかを戻す二度目の改装が行われた。1997年、アメリカのデザイナージョージ・グリゴリアンは、アール・デコ様式を用いた内装に幾つかを改築した。ユダヤ系アメリカ人建築家クリストファー・チョーは2001年にロビーをアール・デコ様式に戻した。